# Informationsmanagement
Informationsmanagement steht allgemein für das Verwalten von Informationen; der Begriff wird jedoch in der Fachliteratur unterschiedlich definiert. Das dynamische Umfeld der informationstechnischen Entwicklung und die verschiedenen wissenschaftlichen Disziplinen (insbesondere die Wirtschaftsinformatik, die sich mit Informations- und Kommunikationsmanagement beschäftigt), sind der Grund dafür.
Strategisches Informationsmanagement im militärischen Kontext wird von Carsten Bockstette als Planen, Gestalten, Führen, Koordinieren, Einsetzen sowie Kontrollieren von Informationen als Mittel zur erfolgreichen Auftragserfüllung definiert.
Im Allgemeinen wird Strategisches Informationsmanagement von verschiedenen Autoren als Planen, Gestalten, Überwachen und Steuern von Informationen und Kommunikation in Organisationen zur Erreichung strategischer Ziele bezeichnet.
Mit Informationsmanagement wird die Schnittmenge aus Führungsaufgaben und der als Informationsfunktion bezeichneten betrieblichen Funktion bezeichnet. Das Sachziel (Aufgabe) ist die Schaffung einer aufgabenorientierten Informationsverarbeitung und Kommunikation sowie die Gewährleistung der Informations- und Kommunikationsfähigkeit einer Institution durch Entwicklung, Aufrechterhaltung und Betrieb der Informationsinfrastruktur. Der eigentlichen (Kern-)Informationsfunktion obliegt hierbei die Beantwortung der Frage, wer etwas zur Erreichung des Sachziels tun soll (Organisation, Outsourcing etc.). Im Rahmen der Informationsinfrastruktur wird auf der Managementebene die Frage des Was beantwortet und auf den Ebenen der Informationsressourcen die Informationssysteme und die Informationstechnik.
In größeren Unternehmen wird die oberste Führungskraft des Informationsmanagements oft als Chief Information Officer (CIO) bezeichnet. Systematische Vorgehensweisen, genauer Methoden, Techniken und Werkzeuge zur Bearbeitung der Aufgaben des Informationsmanagements, werden unter der Bezeichnung Information Engineering zusammengefasst.
Die Grenzen zwischen Informationsmanagement, Kommunikationsmanagement, Wissensmanagement, Dokumentation und Informationswirtschaft sowie Wirtschaftsinformatik sind unscharf. Die Aufgaben der genannten Bereiche weisen häufig Überschneidungen auf.

## Modelle
Die einzelnen Modelle, die in der Literatur vertreten werden, lassen sich in vier Gruppen kategorisieren. Sie alle beschreiben die Tätigkeit des Managements von Informationssystemen aus verschiedenen Blickwinkeln heraus:
- Architekturmodelle (ARIS)
- aufgabenorientierte Ansätze,
- Problemorientierte Ansätze (EWIM),
- prozessorientierte Ansätze (ITIL, COBIT).

### Informationsmanagement nach Stahlknecht, Hasenkamp
Unter dem Begriff Informationsmanagement verstehen Stahlknecht und Hasenkamp:
- primär die Aufgabe, den für das Unternehmen (nach Kapital und Arbeit) "dritten Produktionsfaktor" Information zu beschaffen und in einer geeigneten Informationsstruktur bereitzustellen, und
- davon ausgehend die Aufgabe, die dafür erforderliche IT-Infrastruktur, d. h. die informationstechnischen und personellen Ressourcen für die Informationsbereitstellung, zu
  - planen,
  - beschaffen und
  - einzusetzen.

### Informationsmanagement nach Krcmar
Entsprechend dem Rahmenmodell von Helmut Krcmar beinhaltet das Informationsmanagement alle
"(…) Managementaufgaben, die einerseits auf drei Ebenen (entsprechend den behandelten Objekten)
- Informationswirtschaft (Gegenstand: Angebot, Nachfrage und Verwendung von Information),
- Informationssysteme (Gegenstand: Daten, Prozesse, Anwendungslebenszyklus),
- IuK-Technologie (Gegenstand: Speicherung, Verarbeitung, Kommunikation, Technikbündel),

andererseits über die Ebenen hinweg als
- Führungsaufgaben des Informationsmanagements (Gegenstand: IT-Governance, Strategie, IT-Prozesse, IT-Personal, IT-Controlling)

realisiert werden müssen."

### Informationsmanagement nach Mertens
- Langfristige Planung zur Weiterentwicklung der IT,
- IT als Mittel zur Stärkung der strategischen Position des Unternehmens,
- Information als unternehmerische Ressource,
- Wirksame und wirtschaftliche Versorgung des Unternehmens mit den notwendigen Informationen,
- Management der eingesetzten technischen und personellen Ressourcen.[4]

### Informationsmanagement nach Weber
Ziel des Informationsmanagements ist es, mit der Information als Erfolgsfaktor im Wettbewerb effizient und effektiv zu wirtschaften. Hierzu ist ein Management erforderlich, das die Information in ihrer Bedeutung für das Unternehmen wahrnimmt.

### Informationsmanagement nach Heinrich
Informationsmanagement wird als "das Leitungshandeln (das Management) im Unternehmen in Bezug auf Information und Kommunikation" verstanden und umfasst "alle Führungsaufgaben, die sich mit Information und Kommunikation … befassen". Die Gesamtheit der Aufgaben, die sich mit Information und Kommunikation befassen (Informations- und Kommunikationsaufgaben), wird als Informationsfunktion bezeichnet. Das Modell von Lutz J. Heinrich wird als leitungszentrierter Ansatz des Informationsmanagements bezeichnet.
Ziel des Informationsmanagements ist es, eine Informationsinfrastruktur aufzubauen und so zu gestalten und zu nutzen, dass eine optimale Unterstützung der Informationsfunktion ermöglicht und ein optimaler Beitrag zum Unternehmenserfolg geleistet wird.
Für die Umsetzung der Ziele werden Aufgaben des Informationsmanagements auf strategischer, administrativer und operativer Ebene definiert. Auf strategischer Ebene wird die Informationsinfrastruktur geplant, überwacht und gesteuert; auf administrativer Ebene erfolgen Planung, Überwachung und Steuerung für die Komponenten der Informationsinfrastruktur z. B. für Anwendungssysteme und Mitarbeiter. Die operative Ebene umfasst Aufgaben der Nutzung der Informationsinfrastruktur (Netzdienste, Wartung etc.).
Auf jeder Aufgabenebene werden zur Unterstützung der Aufgabenerfüllung Methoden, Techniken und Werkzeuge eingesetzt. Die Gesamtheit dieser Methoden, Techniken und Werkzeuge und ihre Anwendung zur unternehmensweiten Planung, Analyse, zum Entwurf und zur Umsetzung von Informationssystemen ist Information Engineering.

## Ansätze

### Ubiquitous Information Management
Ziel des Ubiquitous Information Management ist es, eine geeignete Informationsinfrastruktur aufzubauen und so zu managen und zu nutzen, dass eine optimale Unterstützung jeglicher Informationsfunktion der unterschiedlichen technischen und betriebswirtschaftlichen IT-Lösungen, an jedem Ort zu jeder Zeit, mit unterschiedlichen Zugangsmedien zu ermöglichen und ein optimaler Beitrag zum Unternehmenserfolg zu leisten. Diese Definition erweitert damit die Definition nach Heinrich um eine flächendeckende und allgegenwärtige Facette.

### Informationsressourcenmanagement
Informationsressourcenmanagement befasst sich mit der Nutzung, Planung und Steuerung von externen und internen Informationsressourcen innerhalb eines Unternehmens oder einer sonstigen Organisation.
Information wird als Produktionsfaktor verstanden. Das Management hat hier die Aufgabe, die Verfügbarkeit der Produktionsfaktoren sicherzustellen und geeignete Betriebsmittel zur Deckung der Nachfrage nach Information bereitzustellen. Dazu gehört auch die Schaffung und Pflege der inner- und außerbetrieblichen Einrichtungen zur Informationsversorgung.

### Persönliches Informationsmanagement
Der Betrachtungspunkt liegt hier auf dem Umgang mit Information am (persönlichen) Arbeitsplatz (engl.: Information Handling). Das Management unterstützt die individuelle Informationsverarbeitung durch Wahrnehmen operativer und administrativer Aufgaben.

### Prozessorientiertes Informationsmanagement
Bei diesem Ansatz wird die Unternehmensorganisation strategisch an den Geschäftsprozessen ausgerichtet, folglich wird auch die Informationsinfrastruktur auf die Unterstützung der Geschäftsprozesse hin angelegt. Das Management umfasst die Integration der Funktionsbereiche in die Informationsverarbeitung.

### Leitungszentriertes Informationsmanagement
Das Management handelt leitungsorientiert in Bezug auf Information und Kommunikation im Unternehmen. Umfasst werden dabei alle Führungsaufgaben, die sich mit Information und Kommunikation im Unternehmen und im Unternehmensumfeld befassen. Dieser IM-Ansatz kann mit der Forderung umschrieben werden, dass jede Führungskraft bei allen Entscheidungen in Betracht ziehen soll, ob die Unternehmensziele durch Einsatz von Informations- und Kommunikationstechnologien besser erreicht werden können als ohne ihn. Wenn ja, muss der Technologieeinsatz durch Managemententscheidungen herbeigeführt und gefördert werden.
Dieser Ansatz wird vertreten von Lutz J. Heinrich.

### Psychologiebasiertes Informationsmanagement
Bei diesem insbesondere für Handelsunternehmen relevanten Ansatz werden alle Managemententscheidungen über die Informationsbeschaffung von den Partnern und über die Informationsabgabe an die Partner auf den vier Märkten eines Handelsunternehmens – Absatz-, Beschaffungs-, Konkurrenzmarkt und interner Markt – unter psychostrategischen und -taktischen Gesichtspunkten überprüft. Psychologiebasiertes Informationsmanagement steht im Zentrum der modernen Handelspsychologie.

## Management von Information(en)
Aufgabe des Managements ist es, das informationswirtschaftliche Gleichgewicht im Unternehmen oder der Organisation sicherzustellen. Information wird als Produktionsfaktor verstanden, kann also hergestellt werden. Der Aufgabenbereich umfasst:
- Erfassen des Informationsbedarfs: Alle zur optimalen Aufgabenerfüllung notwendigen Informationen müssen identifiziert und detailliert verfestigt werden. Notwendig ist hier die Präzisierung der Information, die Darstellungsform, der Zeitpunkt des Bedarfs und des Kontextes.
- Planen des Informationsangebotes: Alle internen Informationsbestände und Informationsquellen müssen erfasst werden. Ebenso muss das externe Informationsangebot analysiert werden. Diese Schritte resultieren in die Definition eines Informationsquellenportfolios.
- Verfügbarmachen der benötigten Information: Der Zugriff auf interne Informationsquellen muss in technischer und rechtlicher Hinsicht sichergestellt werden, dies gilt auch für externe Informationsquellen. Information muss geeignet aufbereitet werden (physisch und logisch).
- Organisation der Informationsversorgung: Information muss den Organisationseinheiten zugeordnet werden und durch geeignete policies geregelt werden. Die Verantwortung für Pflege der Datenbestände muss festgeschrieben werden. Die Informationsnutzung muss mit geeigneten Mechanismen und Verfahren erfolgen.

Die oben genannten Aufgaben sind eine grobe Beschreibung der Analyseaufgaben, strategischen Aufgaben, Realisierungsaufgaben und operativen Aufgaben des Informationsmanagements.

## Management von Informationssystemen
Das Management von Informationssystemen befasst sich mit dem Einsatz von Informationstechnik zur Erfüllung und Unterstützung der betrieblichen Informationsaufgaben (siehe Abschnitt ´Management von Information´). Die Definition des Informationssystems ist wissenschaftlich noch umstritten, im Allgemeinen fasst man hier jedoch das (Anwendungssystem)+(Mensch)=(Informationssystem) zusammen. Als Anwendungssystem wird (Hardwaresystem)+(Softwaresystem)=(Anwendungssystem) verstanden Der Aufgabenbereich umfasst:
- Generierung von Projektideen:

1. (wirtschaftlich) Nach attraktiven Anwendungsbereichen der Informationstechnik und -technologie wird gesucht und weiterhin werden die für den Unternehmenserfolg kritischen Geschäftsbereiche identifiziert. Als Ergebnis werden Verbesserungsvorschläge und organisatorische Innovationen generiert, die mit geeigneter Informationstechnik und -technologie verknüpft werden.
2. (wissenschaftlich) Nach attraktiven Anwendungsbereichen der Informationstechnik und -technologie wird gesucht und neue Nutzungsmöglichkeiten der Informationstechnik und -technologie werden identifiziert. Nach Bewertung der Nutzbarkeit der unterschiedlichen Techniken und Technologien können Einsatzbereiche erarbeitet werden.
3. (anwendungsorientiert) Nach Einsatzmöglichkeiten der Informationstechnik und -technologie, die eine Verbesserung und/oder Erweiterung der bestehenden Anwendungssysteme zur Folge haben, wird gesucht. Dabei werden Lücken und Schwächen bestehender Systeme aufgedeckt und geeignete Techniken und Technologien identifiziert, die bei dem jeweiligen Anwendungssystem eine Verbesserung bzw. Erweiterung bewirken.

- Zusammenstellung des Projektportfolios: Die Projekte werden anhand ihrer Ziele und Inhalte sowie unter Bestimmung des Zeit- und Ressourcenbedarfs definiert. Nach Analyse von Projektabhängigkeiten kann eine Bewertung und Auswahl der Projekte nach geeigneten Kriterien erfolgen (z. B. wirtschaftlicher Nutzen).
- Realisierung der Anwendungssysteme: Die Realisierung ist Aufgabe der Softwaretechnik, bzw. des Systems Engineering.
- Einführung der Anwendungssysteme: Neue Systeme müssen sowohl technisch (z. B. Installation und Integration), organisatorisch (Einführung neuer oder geänderter Arbeitsabläufe) als auch personell (Bekanntmachung, Einarbeitung, Akzeptanz) eingeführt werden.

Zum strategischen Management von Informationssystemen in einem Unternehmen bedient man sich Enterprise Architecture Frameworks (EAF). Ziel ist es, den unternehmerischen Leistungsprozess mit Hilfe des Informationssystems zu erfüllen. So stützen sich bspw. die Prozesse auf der fachlichen Ebene auf Ressourcen der physischen Ebene. EAF verhelfen dem Informationsmanager die Komplexität der Unternehmensarchitektur zu erfassen (bspw. durch Strukturierung nach einem Architektur-Referenzmodell:18) sowie Integrationen, Interoperabilität usw. zu gewährleisten (bspw. durch die Anführung eines Vorgehensmodells:19).
Es gibt über fünfzig EAF, die mit ihren Konzepten auch spezielle Unternehmensausprägungen und damit spezielle Informationssystemstrukturen berücksichtigen (Virtual Enterprises, Extended Enterprises usw.):14.

## Strategische Aufgaben
Die strategischen Aufgaben des Informationsmanagements umfassen nach Lutz J. Heinrich:
- Beschaffung von Information, Informationsbeschaffung für die Planung, Überwachung und Steuerung zur wirksamen Schaffung, Aufrechterhaltung und Nutzung der Informationsinfrastruktur
- Strategieentwicklung, Entwicklung der IT-Strategie
- Strategische Situationsanalyse, Bestimmung der strategischen Rolle der Informationsfunktion
- Strategische Zielplanung, Festlegung der strategischen IT-Ziele
- Strategische Maßnahmenplanung, Planung der Maßnahmen zur Erreichung der strategischen IT-Ziele gem. der IT-Strategie

Die strategische Ebene der Aufgaben des Informationsmanagements sind in der Sichtweise von Information als strategischer Erfolgsfaktor begründet. Die strategische Ebene schafft die Voraussetzungen für die Gestaltung und Nutzung der Informationsinfrastruktur auf administrativer Ebene. Es wird folglich die Architektur der Informationsinfrastruktur festgelegt.

### Strategische Situationsanalyse
Die Situationsanalyse geht der Zielplanung voraus und umfasst die Bestimmung der Rollen der Informationsfunktion sowie die Ermittlung der inner- und außerbetrieblichen Bedingungen für die Umsetzung des Leistungspotenzials der Informationsfunktion. Man kann vier strategische Rollen für Informationsfunktionen unterscheiden:
1. Durchbruch, das zukünftige Leistungspotential ist hoch einzuschätzen, bei gegenwärtig geringem Leistungspotential. Der Stellenwert des Informationsmanagements wird forciert, dadurch entstehen strategische und administrative Aufgaben (Aufbau einer leistungsfähigen Informationsinfrastruktur)
2. Fabrik, der hohe Stellenwert des Informationsmanagements wird in Zukunft abgesenkt. Es fallen administrative Aufgaben zur Pflege und Weiterentwicklung vorhandener Informationssysteme an, operative Aufgaben bleiben bestehen
3. Unterstützung, das zukünftige und gegenwärtige Leistungspotential wird gering eingeschätzt. Der Stellenwert des Informationsmanagements im Unternehmen ist gering, es fallen in erster Linie operative Aufgaben an (Betrieb gegenwärtiger Informationssysteme).
4. Waffe, bei gegenwärtig hohem Stellenwert des Informationsmanagements, wird dieses weiter forciert. Es fallen Aufgaben aus allen Teilbereichen des Informationsmanagements an (strategisch, administrativ, operativ)

Die Strategische Situationsanalyse lässt sich in weitere Teilbereiche unterteilen, zum Beispiel in
- Analyse der Wettbewerbssituation
- Analyse der Informationsinfrastruktur
  - Eigenschaftenanalyse
  - Komponentenanalyse
- Umweltanalyse

Die einzelnen Prozesse der Analysen verlaufen analog. Zuerst werden die Faktoren bestimmt, die die Materie charakterisieren, dann wird der Ist-Zustand erhoben und dem Soll-Zustand gegenübergestellt, nachdem dieser definiert wurde.

### Strategische Zielplanung
Die Strategische Zielplanung ist Voraussetzung für die Strategie-Entwicklung und die strategische Maßnahmenplanung. Ihr geht die Situationsanalyse voraus. Ziel der strategischen Zielplanung ist die Festlegung der Sach- und Formalziele im Unternehmen (strategische Ziele). Dies kann reagierend, agierend oder interagierend erfolgen. Folgende Punkte sind zu definieren:
- Ausgangssituation, siehe Situationsanalyse
- Zielinhalte, Gegenstand der Zielplanung, Worum geht es?
- Zielmaßstäbe, Definition der Messgrößen
- Ausmaß der Zielerreichung, Verbesserungsanspruch, Wie viel soll erreicht werden?
- Zeitmaß, Zeitvorgabe, Bis wann soll es erreicht werden?
- Zielbeziehungen, sind die Ziele zueinander komplementär (Ziel 1 steigt/fällt mit Ziel 2), konfliktär (Ziel 1 steigt und Ziel 2 fällt) oder indifferent (Ziel 1 steigt und Ziel 2 bleibt unverändert)?

Sind die obigen Punkte definiert, geht man in die Strategie-Entwicklung über.

### Strategieentwicklung
Die Strategieentwicklung legt die Art und Weise (Strategie) fest, nach der die strategischen Maßnahmen ergriffen werden sollen. Sie ist daher die Voraussetzung für die strategische Maßnahmenplanung. In die Entwicklung einbezogen werden die Komponenten und Eigenschaften der Informationsinfrastruktur sowie die Formalziele des Unternehmens. Ergebnis der Entwicklung sollte eine konsistente Strategie sein, die die Kultur und die Eigenschaften des Unternehmens einbezieht. Man klassifiziert Strategien
- aggressiv
- defensiv
- moderat
- Momentum-Strategie

je nach ihrer Ausprägung.

### Strategische Maßnahmenplanung
Aufgabe der strategischen IT-Planung ist es, den strategischen IT-Plan für die unternehmensweite, langfristige und die Wettbewerbsposition positiv beeinflussende Gestaltung der Informationsinfrastruktur zu erarbeiten. Dabei wird vom Ergebnis der strategischen Situationsanalyse und dem der strategischen Zielplanung unter Berücksichtigung der IT-Strategie ausgegangen. Die Maßnahmen zur Erreichung der strategischen IT-Ziele im Rahmen der IT-Strategie, also die strategischen Maßnahmen zur Gestaltung der Informationsinfrastruktur, werden entwickelt und die dafür erforderlichen Budgets geplant. Mit der strategischen Maßnahmenplanung wird der Aktionsspielraum (das Erfolgspotenzial) für die planbaren Erfolgsrealisierungen auf der administrativen und der operativen Ebene des Informationsmanagements geschaffen.

## Administrative Aufgaben
Administrative Aufgaben sind dadurch gekennzeichnet, dass sie sich mit einzelnen, aber wesentlichen Komponenten der Informationsinfrastruktur (z. B. Projekte, Personal, Datensystem) oder mit einzelnen, aber wesentlichen Eigenschaften der Informationsinfrastruktur (z. B. Schutz und Sicherheit) beschäftigen.
Zu den administrativen Aufgaben zählen:
- Crisis Intelligence
- Datenmanagement
- Geschäftsprozessmanagement
- Katastrophenmanagement
- Personalmanagement
- Projektmanagement
- Sicherheitsmanagement
- Vertragsmanagement
- Wissensmanagement

## Operative Aufgaben
Neben den strategischen Aufgaben und administrative Aufgaben umfasst das Informationsmanagement weitere Aufgaben, die häufig als operative Aufgaben sowie teilweise als Analyseaufgaben oder Realisierungsaufgaben klassifiziert werden.
Zu den operativen Aufgaben zählen:
- Problemmanagement
- Qualitätsmanagement
- Service-Management

## Teilbereiche
- Informationslogistik